# Тшонська-Заводзе
Тшонська-Заводзе (пол. Trząska-Zawodzie) — село в Польщі, у гміні Кломниці Ченстоховського повіту Сілезького воєводства.